# Lutz Köpke
Lutz Köpke (* 22. November 1954 in Koblenz) ist ein deutscher Physiker.

## Leben
Nach dem Abitur studierte Köpke von 1973 bis 1979 an der Universität Bonn Physik. Das Diplomstudium schloss er 1979 mit Auszeichnung ab. Der Titel der Arbeit lautet: Bau einer Vieldrahtproportionalkammer. 1983 promovierte er, ebenfalls an der Universität Bonn, Titel der Dissertation: Erzeugung von Kaon- und Proton-Antiproton-Paaren in 2-Photon-Reaktionen.
Seit 1994 arbeitet er als Professor an der Johannes Gutenberg-Universität Mainz mit der Konzentration auf Detektorentwicklung, Datennahmesysteme und vernetzte Rechnersysteme, sowie der Betreuung von Physikanalysen zur direkten CP-Verletzung und seltenen Kaonenzerfällen. Ab 1999 nahm er am AMANDA-Experiment und ab 2004 am IceCube-Experiment im tiefen Eis am Südpol teil.
Im Laufe seiner Karriere arbeitete er an zahlreichen wissenschaftlichen Projekten mit, die mit mehreren Auslandsaufenthalten verbunden waren:
- 1980–1983  TASSO-Experiment (DESY-Hamburg); Konstruktion eines Blei-Glass-Luminositätsdetektors, Analyse von 2-Photon-Ereignissen.
- 1983–1986  MARK-II-Experiment (SLAC-Stanford); Analyse von hadronischen J/psi-Zerfällen, Mitarbeit an der MARK-II-Driftkammer, (University of California, Santa Cruz (USA)).
- 1987–1992  OPAL-Experiment (CERN-Genf); Bau eines Presampler-Detektors und Physikanalyse (Physikkoordinator des Experiments), (CERN, Genf (Schweiz)).
- 1992–1994  ZEUS-Experiment (DESY-Hamburg); Analyse der Produktion schwerer Quarks in tiefunelastischer Streuung, Sicherheitsverantwortlicher des Experiments.
- 2000 Forschungsaufenthalt Amundsen-Scott Station, Antarktis
- 2002 Mitglied des Atlas-Publikationskomitees
- 2004–2007 AMANDA Physikkoordinator, Vorsitzender des IceCube Publicationskomittees
- 2006–2011 Mitglied IceCube Executivkomittee, Vorsitzender IceCube Supernova Arbeitsgruppe
- 2008–2009 Dekan des Fachbereichs Physik, Mathematik und Informatik

## Publikationen (Auswahl)
Neben seinen naturwissenschaftlichen Arbeiten beschäftigte sich Köpke mit der Geschichte seiner Wahlheimat Rheinhessen und veröffentlichte das Buch
- Ich spaziere zuweilen von Niedersaulheim nach Mainz. Johannes Neeb und Arthur Kahn: ein rheinhessisches Lesebuch. Ahrensburg 2024. ISBN  978-3-384-26949-2

## Auszeichnungen
- Fellow und wissenschaftlicher Mitarbeiter am europäischen Forschungszentrum CERN
- Stipendiat der Studienstiftung des deutschen Volkes